# JUST DANCE!
《JUST DANCE!》是 Travis Japan 的第 1 張單曲，於 2022 年 10 月 28 日由美國 Capitol Records 和日本環球音樂發行。

## 概要
《JUST DANCE!》是 SMILE-UP.（前傑尼斯事務所）旗下團體 Travis Japan 的出道單曲 ，也是該經紀公司首次有藝人出道單曲為數位發行。 

### 宣傳
歌曲於 2022 年 10 月 14 日開放預購 。活動期間內在 iTunes Music 上預購，並於指定網站登記，即可獲得 19 頁的數位小冊子。 此外，若購買三首歌曲（原單曲與兩首混音版）並登記，則可獲得觀看線上表演的機會。 

## 成績
歌曲在 10 月 28 日發行三天即達到 66,716 次下載，在 11 月 2 日公布的「Oricon 數位單曲週排行榜」中初登場即獲得第 1 名。 
在 11 月 12 日公布的美國 Billboard 排行榜「Billboard Global Excluding US」中初登場獲得第 5 名，為首位出道歌曲進入該排行榜的日本藝人。 
MV 在 YouTube 上公開一週達到 1027 萬次觀看。 

## 歌曲
1. JUST DANCE!
作詞：Stephen Ellrod・Sam Bergeson・Tim Riehm、作曲：Erik Madrid、編曲：Chris Gehringer [12]
製作：Sam Bergeson[13]

### Remix 混音版
- JUST DANCE! (tofubeats Remix)
Remix：tofubeats [14]
- JUST DANCE! (Yaffle Remix)
Remix：Yaffle [14]

## MV
- 導演：Gil Green
- 編舞：Nicky Andersen

- 拍攝地點：洛杉磯・威尼斯海灘[15]
- 拍攝時長：約 10 小時

## 備註
1. ↑  . ORICON NEWS. oricon ME. 2022-11-02  [2022-11-09]. （原始内容存档于2022-11-11）.
2. ↑  . オリコン Music Ranking Lab. oricon ME.   [2023-05-16]. （原始内容存档于2022-11-23）.
3. ↑  . Billboard JAPAN. 阪神コンテンツリンク. 2022-11-02  [2022-11-09]. （原始内容存档于2022-11-09）.
4. ↑  . Billboard JAPAN. 阪神コンテンツリンク. 2022-11-02  [2022-11-09]. （原始内容存档于2022-11-02）.
5. ↑  . Billboard. 2022-11-12  [2022-11-09]. （原始内容存档于2022-11-08）.
6. ↑  . nikkansports.com. 日刊スポーツNEWS. 2022-11-08  [2022-11-09].
7. ↑  . 音楽ナタリー. ナターシャ. 2022-10-10  [2022-10-29]. （原始内容存档于2022-10-28） （日语）.
8. ↑  . Sponichi Annex. スポーツニッポン新聞社. 2022-10-29  [2022-10-29]. （原始内容存档于2022-11-03） （日语）.
9. ↑  . ユニバーサル ミュージック合同会社. 2022-10-14  [2022-11-09]. （原始内容存档于2022-11-09） （日语）.
10. ↑  . ユニバーサル ミュージック合同会社. 2022-10-22  [2022-11-09]. （原始内容存档于2022-11-09） （日语）.
11. ↑  . ユニバーサル ミュージック合同会社. 2022-10-28  [2022-11-09]. （原始内容存档于2023-04-11） （日语）.
12. ↑  . 歌ネット. ページワン.   [2022-11-09]. （原始内容存档于2022-11-09） （日语）.
13. ↑  . Michael Major. Wisdom Digital Media. 2022-10-28  [2022-11-09]. （原始内容存档于2022-11-09）.
14. 1 2  . ユニバーサル ミュージック合同会社. 2022-10-28  [2022-11-09]. （原始内容存档于2023-04-11） （日语）.
15. ↑  . サンケイスポーツ. 産経デジタル. 2022-10-28  [2022-11-09]. （原始内容存档于2022-11-12） （日语）.

## 外部網站
- FAMILY CLUB Official Site
  - <DIGITALSINGLE> JUST DANCE！ （页面存档备份，存于）
  - <DIGITALSINGLE> JUST DANCE！ （页面存档备份，存于） （tofubeats Remix） （页面存档备份，存于）
  - <DIGITALSINGLE> JUST DANCE！ （页面存档备份，存于） （Yaffle Remix） （页面存档备份，存于）
- YouTube
  - YouTube上的Travis Japan - 'JUST DANCE!' Music Video